# Bádogos

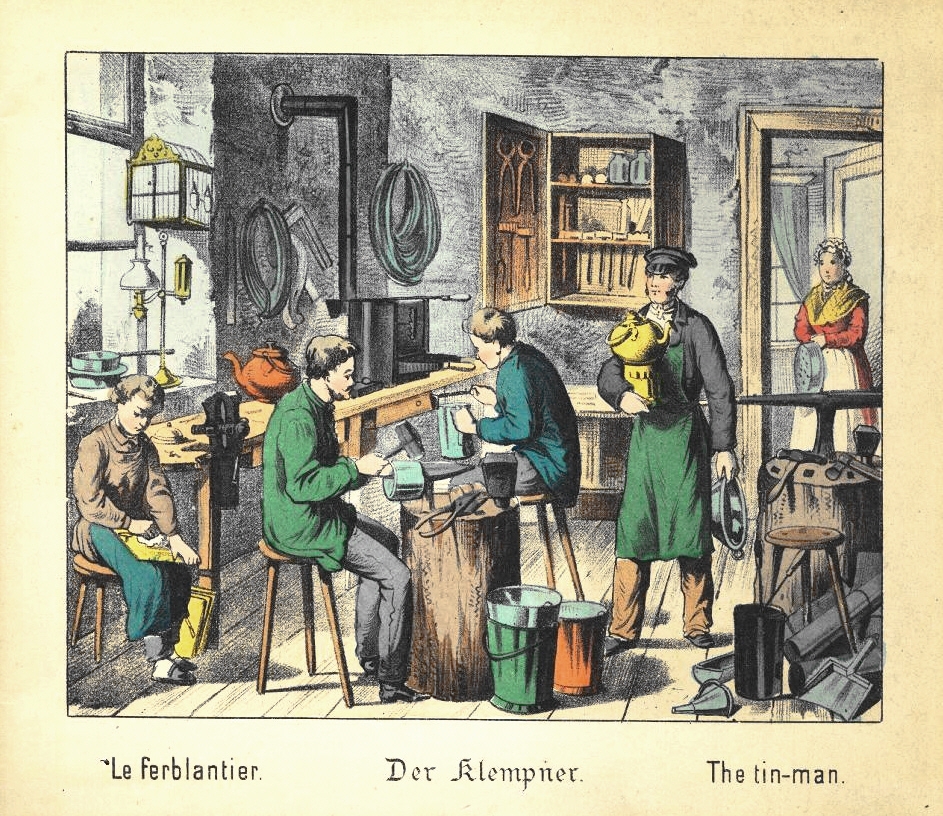
Németországi bádogosműhely az 1880-as évekből

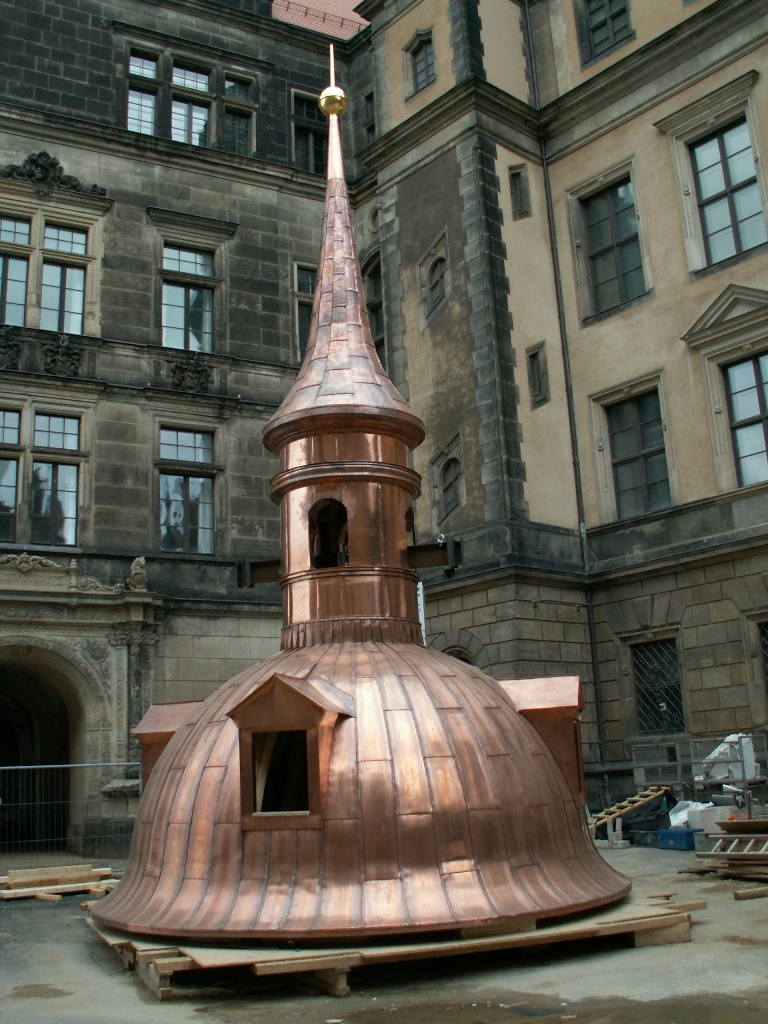
Drezdai vörösréz toronysisak

A bádogos hagyományos fémműves kisipar művelője: fehér és fekete bádogból, cink-, ón-, réz- horganyozott acél lemez, színezett alu-lemezek, alumínium- stb. lemezekből különféle egyszerűbb használati vagy tároló edényeket (poharak, lemeztányérok, bádogkannák), tartályokat, tartályok szigetelése, lefolyócsatornák, fal és kémény szegélyek, lemeztető fedések, falfedések, ereszeket, tetődíszek (buzogány, szélkakas, csatorna díszek) ereszcsatornákat készít.
Szerszámok:
bádogos kalapács, kézi és karos ollók (lyukolló, egyenesolló jobb és bal kezes kivitelben), forrasztó lámpa (elektromos, benzines és gázos kivitelben), kézi lyukasztók , szegecshúzó (gépi egykezes kézi és kétkezes karos ill. kézi egykezes), sósav ecset (lószőr ecset), pontozó, deck fogó, hajlítógép, hengerítőgép (grundoló), peremezőgép (ziknizőgép), kézi görgős lemezhajlítógép, falcoló fogó, borítóvas, gumikalapács, műanyagkalapács, korcfogó, leszegőfogó, csatornavas hajlító fogó, kitűzőzsinór, talpasderékszög, jelölőkréta, grafitceruza, karctű, körző, bádogos jelölő sablon, fémhántoló, fémvonalzó, colostok, mérőszalag, függő ón, vízmérték, szögmásoló, pillanatszorító fogó, korcológép, bádogos profilozógép, (BI.2024)

## A mesterség története
Magyarországon a 15. században honosodott meg, s a 19. században a legkülönfélébb bádogedényeket készítették a parasztság számára: vízmerítő és borászati edények, pl. meszely, tölcsér és háztartási eszközök: tésztaszűrő, tésztareszelő, öntözőkanna, stb. A 20. század elején a tehetősebb városi lakosság számára eleinte szintén bádogosok készítették az elterjedőben lévő fürdőszobák felszereléseit: a kádat, az öblítőszéket és a vízmelegítőféleségeket, majd ezeket be is szerelték.
A 20. század második felére a gyáripari termékek nagyarányú elterjedése következtében a hagyományos bádogosmesterség jórészt megszűnt, napjainkra csak az épületbádogos szakmai rész maradt fenn.

## Ágazatai
- Az épületbádogos:  olyan bádogalkalmatosságokat alakít ki vagy  állít elő, amelyek a tetőzeteken és az egyes épületszerkezeti elemek csatlakozásánál vízmentességet biztosítanak (párkányzat, eresz, ablakkönyöklő, kéményszegély, vápa, tetőkibúvó stb.), illetve a csapadékelvezetést segítik elő (ereszcsatorna). Ő készíti a tető díszeit is, pl. az összefolyót és a szélkakast, és a már kész elemeket a helyszínen elhelyezi illetve összeépíti.

- Az edény-, a lámpa- és a kályhakészítő bádogos  szakmarészlegekben elvétve, egyedi megrendelésekre dolgoznak csak mesterek.

## Technikája és szerszámai
A hagyományos bádogosmesterség a kovács- és a lakatosmesterségből fejlődött ki a bádoganyagok használatba kerülésével, és szerszámzata nagy részét is onnan örökölte, de munkamódszerei az ötvös és a rézműves szakmákkal rokoníthatóak.
Szerszámai: a (több mint 30-féle profilkiképzésű) vaskalapácsok, a fakalapácsok, lemezvágó ollók, tőkeolló, fogók, satuk, tőke- és kézi üllők, peremezővasak, fúró- hajlító- és peremezőgép, lyukasztók, vésők, jelölők, forrasztási kellékek, stb.
Eredendően a feketebádog (vaslemez) és a fehérbádog (ónozott vaslemez) feldolgozását végezték az alábbiak szerint. Az alakítandó anyagfelület kalapáccsal való nyújtásával, ezáltal síkosabbá tételével kezdődött a munka, amelyből az ezután rárajzolt alakú lemezt kiszabták. A rajz felvitele az utóbbi időkben már sablon (mintalemez) segítségével történt. Az üllőtőkébe illesztett megfelelő alakú tőkeüllő (pl. a szarvasüllő) vagy egyéb, kézi profilvasak alkalmazásával és a hozzávaló fejkiképzésű kalapács segítségével a lemezdarabot a kívánt alakra hajlítják, illetve szükség szerint tovább nyújtják. A különféle tárgyak előállítása az egyes fémlemezekből hajlítással, tágítással, domborítással, egyengetéssel, legvégül peremezéssel (ziknizéssel) és összemunkálással: egymásrahajlítással, szegecseléssel és/vagy forrasztással történik.
A szegecselés oldható, de nem vízzáró kötést biztosít, így azt a bádogos ritkábban alkalmazta. A forrasztás kellékei a forrasztóón, a felületet előkészítő forrasztózsír, a páka és a pákakályha (hordozható kis lemeztűzhely). A forrasztópáka vörösréz csúcsát 250-350 C fokra felmelegítve vele a forrasztás helyén az ónt megolvasztják, és az olvadék elterül a lemezrészeken. Kihűlés után az olvaszanyaggal futtatott és egymásra helyezett felületek stabilan rögzülnek. Ezáltal a készre munkált, esetenként egybevágó profilú összeillesztett lemezfelületek vagy alkatrészek lényeges alakváltozás nélkül köthetők össze.
A lemezkályha, a lemeztűzhely készítésénél előbb a megfelelő vasvázat készítették el, majd a kiszabott lemezeket felfúrva, felillesztve azokat a vázra szegecselték. A sütő és a füstkivezető csonk behelyezése után belülről kisamottozták (illetve régen agyaggal kikenték), és az utolsó lemez felszerelésével lezárták a teret. Az öntődéből beszerzett lábak felerősítése után kész a termék.
A "vizesbádogos" munkája később a vízvezeték-szerelő szakmában folytatódott, a gépjárművek elterjedésével pedig egyes bádogosok a lemezburkolat kialakítását végezték és létrejött egy új szakma: az autókarosszériás (karosszérialakatos).